# Karel Židek
Karel Židek (17. listopadu 1912, Hrochův Týnec – 24. června 2001, Chrudim) byl český varhaník, dlouholetý ředitel kůru v chrudimském arciděkanském kostele Nanebevzetí Panny Marie, hudební skladatel a dirigent. Zkomponoval ordinárium, které je zařazeno v dodatku jednotného kancionálu pro královéhradeckou diecézi.

## Dílo
1. op. l Zdrávas Maria - zpěv a varhany
2. op. 5 "20 let" - melodram s klavírem
3. op. 6 Zdrávas Maria - 2 hlasy a varhany
4. op. 11 Zdrávas Maria - stř. hlas, housle, varhany, [1]
5. op. 14 Ta Čáslavská brána - pochod - dech. orch.
6. op. 15 Kouzlo modrých očí - valčík – komorní orch.
7. op. 26 Mešní píseň k P. M. Nanebevzaté
8. op. 30 Spartan - pochod - dech. orch.
9. op. 31 Jarní vánek - valčík - dech. orch.
10. op. 32 Tři národní písně pro mužský sbor
11. op. 33 Píseň o Spasiteli /mešní k sv. Salvátoru/
12. op. 34 Dnes úctu... /mešní k sv. Salvátoru/
13. op. 35 Vzdálená - žen. sbor
14. op. 36 "1933" - pochod – komorní orch.
15. op. 37 Žába v kapradí - waltz - dech. orch.
16. op. 38 Bloudívá intermezzo - dech. orch.
17. op. 39 Letěla husička - pochod - dech. orch
18. op. 40 Z víru života - pochod - symf. orch.
19. op. 41 Výtky Spasitelovy - muž. sbor bez průvodu, [1]
20. op. 42 Ecce sacérdos mágnus - 3hl. muž. sbor a orch.
21. op. 43 Dej nám Pán Bůh zdraví - muž. sbor
22. op. 44 Kde ty jedeš - smíš. sbor
23. op. 45 Pange lingua č. l – smíš. sbor, orch., varh., [1]
24. op. 46 Dvě pohřební písně s hudbou
25. op. 47 Skřivánek vyletěl - stř. hlas a varhany
26. op. 48 Buď zdráva - nižší hlas a varhany
27. op. 49 Maria Panno – stř. hlas a varhany
28. op. 50 Missa solemnis - sóla, smíš. sbor, varh., velký orch.
29. op. 51 Pange lingua č. 2 - smíš. sbor, orch., varh.,[1]
30. op. 52 Introitus - Graduale - Offertorium a Communio na Boží Hod vánoční - smíš. sbor
31. op. 53 Tichá noc - smíš. sbor, malý orch., varh.,[1]
32. op. 54 Otče náš a Zdrávas Maria - muž. sbor,[1]
33. op. 55 Výtky Spasitelovy - 3hl. muž. sbor
34. op. 56 Klavírní obrázky - 10 drob. skladeb pro klavír,[1]
35. op. 57 Zdrávas Maria - vyšší hlas, viola,/zv. hra/, varh.[1] (ve sbírce)
36. op. 58 Nokturno pro housle a klavír,[1]
37. op. 59 Vesna - žen. sbor na slova F. I. Tutčeva
38. op. 60 Moteta na svátek Proměnění Páně - smíš. sbor, varh.
39. op. 61 Svatý Václav, české kníže – smíš. sbor,[1]
40. op. 62 Chvalte ústa - smíš. sbor, orch., varh.,[1]
41. op. 63 Moteto na svátek Ježíše Krista Krále - smíš. sbor
42. op. 64 Missa brevis - smíš. sbor a capalla
43. op. 65 Radostný den – 3hl. žen. sbor
44. op. 66 Ave verum - stř. hlas, smyčc. orch., varh,,[1]
45. op. 67 Tobě, Bože, chvála, dík - smíš. sbor, varh.,[1]
46. op. 68 Fanfáry a hymnus "Narodil se Kristus Pán" - 2 tr., 2 poz., tymp., varh.
47. op. 69 Pange lingua - smíš. sbor a capella
48. op. 70 Moteta na svátek sv. Cecílie - smíš. sbor, varh.
49. op. 71 Asperges me - smíš. sbor a varh.
50. op. 72 Moteta na I.neděli adventní - smíš. sbor a capella
51. op. 73 Moteta na II. neděli adventní - smíš. sbor a capella
52. op. 74 Moteta na III. neděli adventní - smíš. sbor a capella
53. op. 75 Moteta na IV.; neděli adventní - smíš. sbor a capella
54. op. 76 Mešní píseň ke Všem svatým - lid. zpěv a varhany
55. op. 77 Píseň k sv. Judovi Tadeáši - lid. zpěv a varhany
56. op. 78 Moteta na svátek Všech svatých - smíš. sbor a varh.
57. op. 79 Missa in honorem Sanctissimi Salvatoris - sóla, smíš. sbor, orch., varhany,[1]
58. op. 80 O sanctissima - vyšší hlas, smyčc. orch., varh.,[1]
59. op. 81 Našim dětem - 6 drob. skladeb pro housle a klavír,[1]
60. op. 82 Vánoční preludia pro varhany,[1]
61. op. 83 Učím se hrát - 10 drob. skl. pro klavír,[1]
62. op. 84 Česká mše vánoční - sóla, smíš. sbor, orch., varh.
63. op. 85 Moteta na Hod Boží velikonoční - smíš. sbor, varh.
64. op. 86 Ecce sacérdos mágnus - smíš. sbor, varh.
65. op. 87 Pochod chrudimského kraje - dech. orch.
66. op. 88 České requiem - smíš sbor a varhany
67. op. 89 Zkázala mně včera - smíš. sbor
68. op. 90 Druhá česká mše vánoční - smíš. sbor, orch., varh.
69. op. 91 Fanfáry a hymnus "Narodil se Kristus Pán" - symf.orch. a sbor
70. op. 92 Krkonošská suita - smyčc. kvartet, instrumentováno pro symf. orch.
71. op. 93 Pange lingua B dur - smíš. sbor, orch., varh.
72. op. 94 U jezera - flétna a klavír
73. op. 95 Slavnostní pochod - symf. orch.
74. op. 96 Polka pro Martinku - dech. orch.
75. op. 97 Na Kočičím hrádku - intermezzo - symf. orch.
76. op. 98 Zuzanka - polka - dech. orch.
77. op. 99 Zimní pohádka - valčík - dech. orch.
78. op. 100 Ave Maria - bas sólo, ženský sbor, 2 flétny a varhany
79. op. 101 Slavnostní česká mše (na nový liturgický text) - sbor, orch., varhany
80. op. 102 České requiem- 3 muž. hlasy a varhany
81. op. 103 "120 let" - pochod - dech. orch.
82. op. 104 Chrudimská polka - smíš. sbor, dech. orch. nebo smíš. sbor a klavír na 4 ruce
83. op. 105 Česká mše - jednohlas a varhany /ordinarium pro scholu a lid/
84. op. 106 Sbory na Květnou neděli - smíš. sbor a varhany
85. op. 107 Pašije podle Marka - sóla, smíš. sbor a varhany
86. op. 108 Téma a variace na píseň "Já jsem ten zajíček nešťastný" - housle a klavír
87. op. 109 Mešní píseň k Nejsvětější Trojici
88. op. 110 Moteto (Mariánské) - 3hl. žen. sbor a varhany
89. op. 111 Svatojanská píseň pro stř. hlas a varhany
90. op. 112 Krásná studánečka - 3hl. žen. sbor, flétna a varh.
91. op. 113 Hymnus k Nejsv. Salvátoru - smíš. sbor, 2 tromp., 2 pozouny, varhany
92. op. 114 Česká mše pro 3hl. žen. sbor a varhany
93. op. 115 Sekvence na slavnost Seslání Ducha svatého - 3hl. žen. sbor a varhany
94. op. 116 Prosba za požehnání - stř. hlas a varhany
95. op. 117 K archandělu Michaelu - stř. hlas a varhany
96. op. 118 Mešní píseň k arch. Michaelu
97. op. 119 Vánoční zpěv č. l - 2 - žen. sbor a varhany
98. op. 120 Česká mše - smíš. sbor, orch. a varhany
99. op. 121 Vánoční meditace - stř. hlas a varhany
100. op. 122 Česká mše - smíš. sbor, orch., varhany
101. Pochod národní gardy 75 města Jindřichova Hradce
102. U našich stájů - dětský sbor
103. Jen se mně, má milá - dětský sbor
104. Heslo a znělka Slavoje – smíšený sbor
105. Královně máje - 4 zpěvy k májovým božnostem,[1]
106. Míša a panenka - pozoun a klavír
107. Noční sen - flétna a klavír